# Gigre
Un gigre, també conegut per l'anglicisme winch, és un tipus d'argue de mida petita. Consisteix en un corró sobre el que s'enrotlla un cable o una corda que permet fer més força per desplaçar o tensar objectes, per exemple les escotes de les veles d'un vaixell.

## Ús en nàutica
En nàutica s'utilitza per "caçar" les veles, amb l'ordre de caçar l'escota o la vela, consistent en tensar bé les escotes, perquè les veles quedin ben desplegades i orientades al vent.

Il·lustració amb les parts d'un remolcador que duu un gigre i l'estatja.

## Ús en tot terrenys

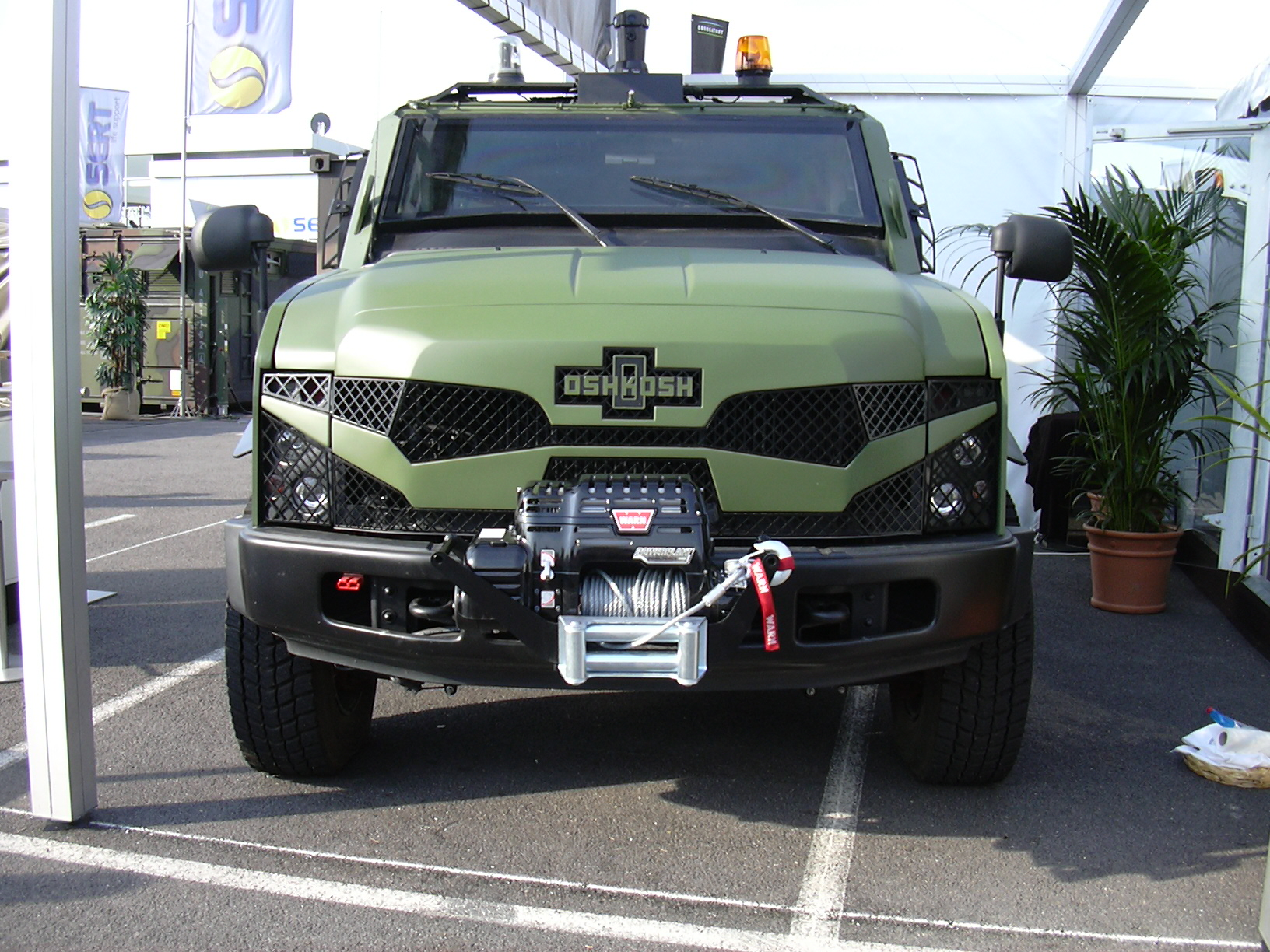
Para-xocs d'un tot terreny amb gigre incorporat

En tot terrenys sol ser un tambor que conté enrotllat un cable d'acer, suportat per una base, que va fixat sobre una superfície fixa, o bé sobre el para-xocs. És usat per a arrossegar càrregues, o, en el cas de vehicles, com ajuda per travessar dificultats del terreny, o moure grans pesos.
S'utilitzen per enganxar-lo a algun arbre o un altre vehicle, en cas que no es pugui superar un obstacle o hagi quedat encallat. Poden funcionar a partir de motors elèctrics o sistemes hidràulics.
El cable pot ser d'acer o d'un material sintètic, com kevlar. El kevlar és més lleuger i aguanta millor les estirades, però és menys resistent als frecs durant l'arrossegament. De vegades s'usen cingles d'un material sintètic per arrossegar vehicles, perquè el cable d'acer es degrada molt amb les contínues estirades que pateix durant l'arrossegament. Les cingles se solen utilitzar per enrotllar a un obstacle que no es pot enganxar, com un arbre.

## Vegeu també

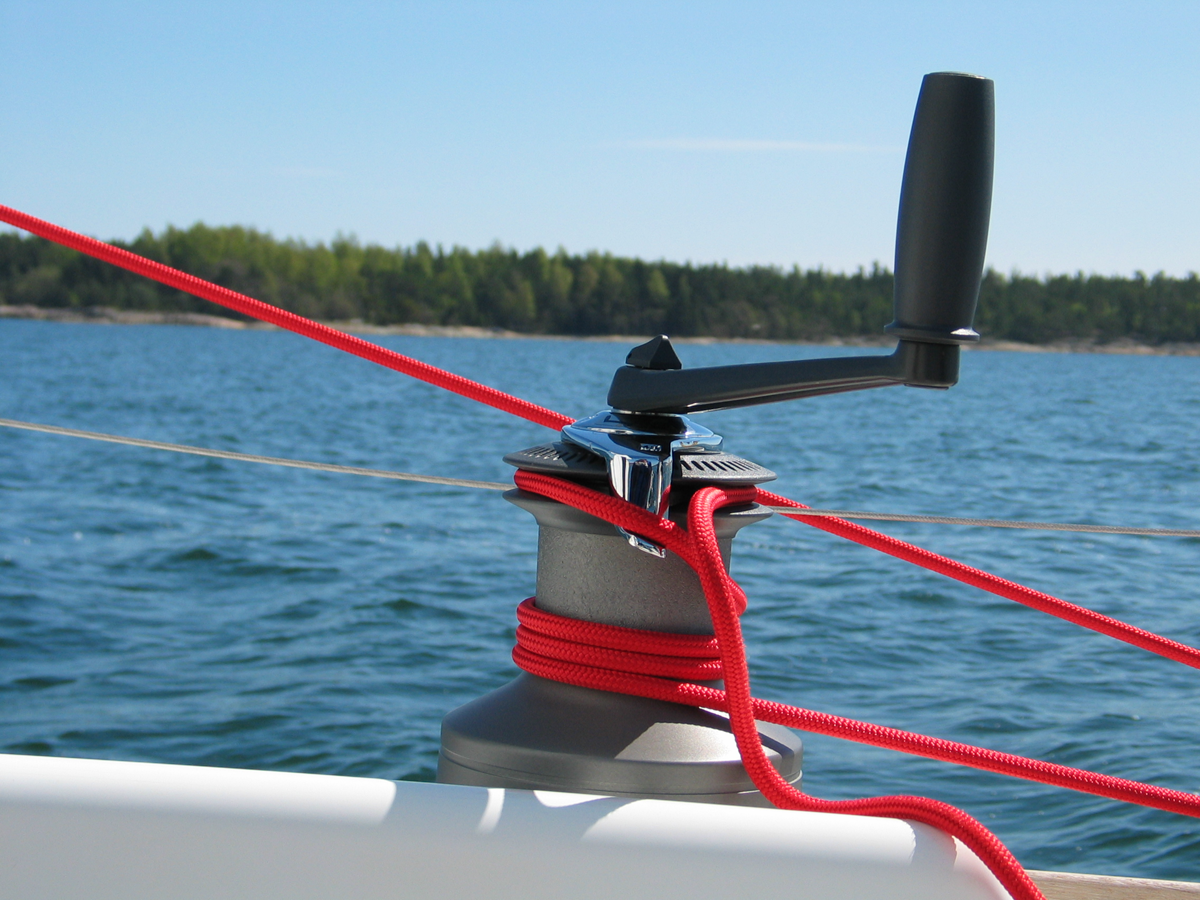
Gigre amb mànec desmuntable per veler

## Nota
1. ↑  «Gigre». Cercaterm.  TERMCAT, Centre de Terminologia.
2. ↑  Paul Snyder; Arthur Snyder. Nautical Knots Illustrated.  McGraw-Hill Professional, 31 gener 2002, p. 73–. ISBN 978-0-07-138797-2 [Consulta: 15 gener 2012].